# Aupaldo
Aupaldo (Milano, ... – Novara, maggio 993) è stato un vescovo italiano.

## Biografia
Aupaldo era probabilmente originario di Milano, dove era stato abate del Monastero di Sant'Ambrogio.
Eletto vescovo di Novara a dicembre del 964, per concessione di Ottone I, ricevette tra il 968 e il 972, la giurisdizione temporale sulla città di Novara e su tutto il suo circondario nel raggio di 5 chilometri.
Nell'estate o autunno 969 prese parte al concilio provinciale ambrosiano, che decretò che, alla morte del vescovo Fulcardo di Alba, la sua diocesi fosse unita a quella di Asti.
Personaggio ricordato per la sua prodigalità, fece copiose donazioni di beni nel 985 ai canonici della chiesa di Santa Maria di Novara.
Morì a Novara a maggio del 993.
Nella documentazione della cattedrale di Novara è indicato con inchiostro rosso, il che era segno dell'importanza del personaggio nella diocesi.